# フランキー (ONE PIECE)
フランキー（Franky）は、尾田栄一郎の漫画『ONE PIECE』に登場する架空の人物。

## 人物
海賊「麦わらの一味」船大工。異名は「鉄人（サイボーグ）」。「南の海（サウスブルー）」出身。「フランキー」は愛称で、本名はカティ・フラム。
ルフィの7人目の仲間。初登場時は水色のリーゼントヘアーが特徴で、サングラスをかけていた。改造人間（サイボーグ）であり、体内には様々な武器が内蔵されている。新世界編ではさらに人間離れした姿になり、両腕を大型の機械に改造、両肩にはBF-37の文字を刻み、ヘアスタイルは自在に変化するようになった。後頭部と腰付近から「フランキーエアバック」というクッションを出すことができ、これによりどんな場所でも快適に寝ることができる。自分の作った船に乗り、その船が海の果てに辿り着くのを見届けることが夢。一人称は「おれ」。子供の頃から常にアロハシャツと海パン一丁で、やたらとポーズを決めたがる。口癖は「ん〜スーパー!」「スーパー○○○○」「今週のおれ〜」「アウ」。燃料がコーラなのは作者の好物から（作者曰く「コーラうまいじゃん」）。
大工としての腕は非常に優秀で、一瞬にして装飾の凝った橋をかけたり、即席の空中階段「フランキー空中散歩」を作ることができる。カナヅチなどの工具はいつもパンツの中に入れている。サウザンドサニー号を作る際、買い出し船「ミニメリー号」や、いくつかの小型船も作っており、中でもミニメリー号は船員全員に大好評だったが、シロモクバ1号に関しては、ナミのウェイバーを勝手に改造したものなので、後にこっぴどく怒られるハメとなった。
自他ともに認める「変態」であり、「編隊」などの言葉に反応したり、変態呼ばわりされて嬉しがることがある。ただし、まともな感覚や良識は持っており、客観的な視点から冷静に物を言うことも多い。トム譲りの感動屋で極めて涙脆く、人情話を聞かされると感動して涙を流してしまう（その度に「泣いていない」と強がる）。そこからギターやウクレレで自分の心情を乗せたオリジナル曲を弾き語りをすることもある。ハードボイルドな一面も持ち合わせている。
麦わらの一味に加わる前は解体屋の棟梁として「フランキー一家」を率いており、子分達からは「アニキ」と呼ばれ慕われていた。仲間に対しては、入団当初は特徴などで呼んでいたが、次第に全員を名前で呼ぶようになった。

## 関係者
トム
フランキーの師匠。造船会社トムズワーカーズ社長。
海賊の親に捨てられたフランキーを保護し、弟子として船大工の技術を叩き込んだ。「造った船に男はドンと胸を張れ」と説き、自分の作った戦艦を悪く言ったフランキーを叱り飛ばしたことがある。10年前、古代兵器プルトンの設計図を狙ったスパンダムの策略で司法船襲撃の罪を着せられ、フランキー達を庇いエニエス・ロビーに連行された。
アイスバーグ
フランキーの兄弟子。ウォーターセブン市長兼ガレーラカンパニー社長。
若い頃からトムの下で造船業を学んだ。弟弟子のフランキーとはいつも罵り合っていたが、海列車の事故後にフランキーと再会した際は涙を流していた。トムへの償いのためウォーターセブンに留まり続けていたフランキーに「自分の夢のために生きろ」と旅立ちを促した。
ヨコヅナ
トムのペットであった角界カエル。
海列車でトムが連行され、フランキーが消息不明になってからは海列車に日々闘いを挑み、「大好きな人」を守れるように訓練していた。フランキーが生きていることを知り、エニエス・ロビーの決戦後は海列車との闘いをやめている。
ココロ
海列車シフト駅駅長であり、元トムズワーカーズ秘書。
トム、アイスバーグ、フランキーと共に暮らしていた。トムとフランキーが死に至ったとの知らせを受け、8年間やけ酒に浸っていた。

## 来歴

### 過去
「南の海」出身で、物心つく前に「偉大なる航路」に入る。10歳の時、海賊の親に捨てられ、ウォーターセブンの廃船島で大砲を作っていたところを、「トムズワーカーズ」社長の船大工トムに拾われ弟子になる。「フランキー」という愛称は、その頃に兄弟子のアイスバーグから名付けられた。トムズワーカーズで戦艦・バトルフランキー号を建造しつつ大工業を学び、14年前（当時22歳）にはトムらと共に海列車「パッフィング・トム」を完成させた。
10年前（当時26歳）、トムの裁判の判決日に古代兵器「プルトン」の設計図入手を画策したCP5主官スパンダムによって、自身が35号まで建造したバトルフランキー号を悪用されてしまう。スパンダムらCP5によってトム・アイスバーグと共に「司法船襲撃犯」の濡れ衣を着せられ捕縛されるが、自身とアイスバーグはトムの後押しで釈放される。しかし、我慢に耐え兼ねスパンダムの顔面を猟銃で殴り飛ばしたことで「犯罪者」として追われる身となってしまう。逃亡後、トムの連行を阻止すべく無理やりでも海列車を止めようと立ちはだかるが、轢き飛ばされて瀕死の重傷を負う。そして巨大な廃船に漂着し、今のままでは死んでしまうと悟り、生き延びるために己の体に武器や機械を埋め込み、サイボーグとなった。この時、大切な人達を傷つけてしまったことを後悔し、戦艦造りに終止符を打つ意味で肩にBF36（バトルフランキー36号）の文字を入れた。
6年前（当時30歳）にアイスバーグと再会する。世界政府に目をつけられた彼から「プルトン」の設計図を託され、彼の勧めで本名を捨て「フランキー」と名乗るようになる。同時にウォーターセブンを出るよう促されるが、トムへの罪滅ぼしの思いからこれを拒否。ザンバイやキウイ・モズ姉妹たちをまとめ上げ、解体屋「フランキー一家」を旗揚げする。以後、賞金稼ぎとして、「ウォーターセブンの裏の顔」として、略奪者からウォーターセブンを守ってきた。

### サバイバルの海 超新星編
ウォーターセブン編
当初はルフィ達の敵として登場。部下達がウソップから奪ったゴーイングメリー号の修理代の内の2億ベリーを譲り受けるも、買い出しに行った間に本拠地フランキーハウスがルフィ達に壊滅させられる。帰宅後、そのことに激怒し中心街でルフィと交戦するもガレーラカンパニーが乱入したことで一旦手を引く。その後、アクア・ラグナから逃れるためウソップを連れて橋の下倉庫（元トムズワーカーズ本社）に避難していたが、自分の素性とアイスバークとの関係を突き止めた政府の諜報機関CP9に襲撃され、ウソップ共々連行される。護送車内でロビンを救出するため列車に密航していたサンジによって解放され、ロビン救出に協力。CP9の新入りネロを倒すも救出には失敗し、ロビン共々エニエス・ロビーに連行される。
エニエス・ロビーでは、ルフィ達の襲撃に乗じて拘束具を壊し脱出する。そして、ルフィ達の強大な世界政府にも屈しない仲間を思いやる信念と、一家がルフィ達に世話になった事を知り、協力を決意。古代兵器復活の可能性を握るロビンの奪還をルフィ達に賭け、所持していた「プルトン」の設計図をCP9の目の前で焼却する。その直後、CP9司令長官スパンダムに滝へと突き落とされ処刑されそうになるが、助太刀に来たロケットマンにより命拾いする。司法の塔ではCP9のフクロウを撃破して一足先に正義の門に向かい、そげキングから受け取った鍵でロビンを解放。さらに、トムを死に追いやったスパンダムを倒した。
エニエス・ロビーの事件後、ルフィ達と和解。「宝樹アダムの木材を手に入れ、夢の船を造ること」が、2億ベリーを奪った真の理由である事を明かした。その2億ベリーで買った宝樹を使い、アイスバーグらと協力して夢の船「サウザンドサニー号」を造った。また「鉄人（サイボーグ）」の異名で4400万ベリーの懸賞金がかけられたことで、「このままだと命が危ない」と判断した一家の面々に麦わらの一味への加入を説かれる。本心では海に出ることを望んでいたが、トムへの償いと子分たちへの気がかりから一度はルフィの誘いを断る。しかし、アイスバーグから「いい加減に自分を許し、自分の夢のために生きろ」と旅立ちを促され、ザンバイ達からの説得もありウォーターセブンを出る決意を固め、麦わらの一味に加入する。
スリラーバーク編
スリラーバークでは、ルフィ達と共に後から上陸し、ブルックからゾンビの仕組みと弱点を教えてもらうと同時に、彼の過去を聞き出す。ゾンビに襲われていたウソップとチョッパーを助け、サニー号で仲間達にブルックの過去を伝えた。そしてゾロと共にブルックの救援に向かい、ゾロとリューマの戦いを見届ける。その後、一味総出でルフィの影を入れられたスペシャルゾンビ・オーズを撃破した。
頂上戦争編
シャボンディ諸島では船番をしていた。ケイミー解放後、パシフィスタを一味総出で撃破するが、その直後に現れた大将黄猿らの猛攻に追い詰められ、バーソロミュー・くまによって「偉大なる航路」の未来国バルジモアに飛ばされる。そこでDr.ベガパンクが生まれた家にたどり着いた。後にマリンフォード頂上戦争の知らせを受け、島から出る唯一の手段である砕氷船を入手するためにベガパンクの研究所に侵入する。しかし誤って研究所の自爆スイッチを押してしまい、｢バルジモアの悪夢｣を引き起こす。
その後、新聞に載っていた「16点鐘」事件からルフィのメッセージを読み取る。爆発の影響で見つけたベガパンクのもう一つの研究所に住み、そこで得た兵器の設計図を利用して、自身の身体の改修、および兵器開発に着手する（その最中に「バルジモアの燃える霊獣伝説」を引き起こした）。

### 最後の海 新世界編
魚人島編
シャボンディ諸島に一味で2番目に到着。最初にサニー号の元へ向かい、満身創痍の状態となっていたくまと接触する。レイリーから事の次第を聞かされ、くまの身に起きたことを出航後仲間に伝えた。
魚人島では、海の森でトムの弟デンと出会い、サニー号のコーティングを依頼する。ギョンコルド広場では、巨大ロボ「フランキー将軍」を披露。新魚人海賊団幹部イカロス・ムッヒと対決し、撃破する。
パンクハザード編
パンクハザードでは、サニー号に待機していたが船上で眠らされ、サンジらと共にシーザーの部下に誘拐される。研究所から脱出したところ、ローの能力で精神を入れ替えられ、チョッパーの身体に入る。ルフィたちと合流した後、自身の身体を攫ったCOOLブラザーズと交戦。元の身体に戻ると、シーザーを誘拐するため、ルフィらと共に研究所に向かう。研究所前でシーザーの能力で気絶させられ、檻に入れられてしまうが、ローによって解放される。その後ルフィたちとは別行動を取り、「シノクニ」に覆われた島内からサニー号とミニメリー2号を回収。シーザーを回収するためパンクハザード上空に現れたベビー5やバッファローとフランキー将軍に乗って交戦し、大打撃を与えた。
ドレスローザ編
ドレスローザでは、工場破壊のため港町アカシアに立ち寄る。ドレスローザの事情を知る片足の兵隊（キュロス）からドレスローザの悲劇を聞いたことで、ウソップ・ロビンと共に、リク王軍の「ドレスローザSOP作戦」に協力。その際、フランキーだけがトンタッタ専用の抜け穴を通れなかったため、2人とは別行動を取り、陽動のため単身オモチャの家に攻め込みセニョール・ピンクと交戦する。しかし、マッハバイスや海軍、そしてデリンジャーに合流されたことで、SOP作戦の成功前に重傷を負ってしまう。
「鳥カゴ」発動後は、隠してあったコーラで復活しSMILE工場破壊に乗り出すが、セニョール・ピンクに妨害される。戦いの最中、互いのハードボイルドな男気を認め、相手の攻撃を一切防御や回避もせず受け続ける戦いを繰り広げ、セニョールの最後の技にも耐え抜き激闘を制した。その後はトンタッタ族と共にSMILE工場を押して「鳥カゴ」の収縮阻止に尽力した。
ドレスローザ編後、懸賞金が9400万ベリーに上がる。手配書の写真はフランキー将軍のものに変わった。そのため、ウォーターセブンの面々は、本当に完全なロボットに改造したのかと勘違いし、唖然としていた。
ゾウ編
バルトロメオの船に乗り、「ゾウ」に上陸。ミンク族のワンダに連れられて、森の砦で仲間と無事に再会する。サンジ奪還に向かうルフィと一旦別れ、ローや錦えもん達と共に、カイドウがいるワノ国に先行する。
ワノ国編
ワノ国では、花の都で大工「フラの介（フラのすけ）」になりすまし、カイドウの屋敷を建てた棟梁港友に弟子入りして屋敷図の入手を試みる。だが、弟子入りして数週間後、屋敷図を10年ほど前に質に入れていたことを打ち明けられ、港友と大喧嘩を起こす。屋敷図の行方を追い、九里にいる男の手に渡ったことを突き止める。羅刹町での騒動では、トの康の遺体を回収した。都からの脱出後、九里の伊達港で、鬼ヶ島に乗り込むための船の整備を行う。
鬼ヶ島への討ち入りでは、ビッグ・マムに襲われるナミの窮地を救う。さらにブラキオタンク5号を捕らえたナンバーズの四鬼を倒し、フランキー将軍に合体。味方への被害を防ぐため囮となって八茶を引き付け、ドーム内「右脳塔」中央通路に逃げ込む。そこでモモの助達とヤマトに遭遇し、彼らを狙う飛び六胞ササキと対決。フランキー将軍の攻撃を何度受けても立ち上がる古代種の耐久力に苦戦し、フランキー将軍の装甲を破壊され外に引きずり出されるも、負傷したササキの腹部を「ラディカルビーム」で狙い撃ち、撃破した。その後、キングとの戦いを終えたゾロを探しに行き、島から落下したゾロを発見して引き上げた。
ワノ国編後、懸賞金が3億9400万ベリーに上がる。手配書の写真は何故かサニー号のものになっており、本人は憤慨した。
エッグヘッド編
Dr.ベガパンクの「猫」リリスの案内で、エッグヘッドの研究所に招かれる。ベガパンク「本体」が失踪すると、ウソップや「猫」リリス・ヨークと共に捜索に乗り出す。捜索途中でセラフィムのS-スネークに襲撃され、右半身を石化されるも、ルフィ達がセラフィムを捕縛したことで元に戻る。島から脱出するためサニー号を島の裏側に運ぶ最中、黄猿の攻撃によって研究層に落ちたボニーを救援する。ボニーとくまを狙う黄猿とサターン聖の追撃を振り切り、救援に来た巨兵海賊団と合流する。
エルバフ編
ロードに誘拐されたルフィ達から遅れて、巨兵海賊団と共にエルバフに上陸する。リプリーの案内でエルバフを散策し、古代から伝わる壁画や謎の施設を目の当たりにする。

## 戦闘方法
全身に兵器を内蔵した改造人間（サイボーグ）。背中以外（手が届かなかったため）は改造を施しているため、前身のみなら銃弾が効かない（痛みは多少感じ、血が出ることもあるらしい）。燃料はコーラで腹部の体内冷蔵庫にセット・吸収する（最大3本までセット可能）ため、冷え性体質。燃料が切れるとリーゼントが垂れ下がり、体内の兵器を作動させることも不可能になり、パワーも十分発揮できなくなる。重量があるため、一味の中では最も鈍足。ルッチは「超人の域にいる」と述べており、多種多様なレパートリーを持つため、ナミからは「悪魔の実の能力者」と思われたことがある。
新世界編では大幅に改造されたことで、外見だけでなく内装も大きく変化しているが、コーラが燃料である点は共通しており背中の弱点は改善されていない。

### 頭部
フレッシュ・ファイア
口から炎を吐く。「ウォーターセブン編」で初使用。
フランキーファイヤーボール
口から大型の火球を吐く。「魚人島編」で初使用。
マスターネイル
口から無数の釘を飛ばす。対ネロ戦で使用。
フランキートライアングルジャッカー
鋭く硬質化したモミアゲを射出する。射出後にモミアゲは再生されるので、連続使用が可能。対フクロウ戦で使用。

### 上半身

#### 腕
ストロング・右（ライト）
右拳をロケットパンチの様に撃ち出す。「ウォーターセブン編」で初使用。拳は鎖で接続されており、敵の捕獲・体の固定等、マジックハンド的な使い方も可能。
ストロングハンマー
右手の皮膚のグローブを外し、鋼鉄の拳で殴る。「ウォーターセブン編」で初使用。
アルティメットハンマー
「フランキーケンタウロス」での馬乗り状態から相手めがけて放つ「ストロングハンマー」。対ネロ戦で使用。
ストロング衝撃右（インパクトライト）
「ストロング・右」による拳の衝撃を相手の体に押し込む。「エッグヘッド編」で初使用。
ウエポンズ・左（レフト）
左腕に内蔵された砲弾を発射する。「ウォーターセブン編」で初使用。手首が展開し、手のひらにあるスコープのようなもので照準を合わせる事が可能。
ビーンズ左（レフト）
左手首をスライド展開させ、前腕に内蔵された多連装砲で攻撃する。「ウォーターセブン編」で初使用。「ウエポンズ・左」よりも一発の破壊力は低いが、その分一度に発射される弾数が増えている。
新世界編以降では、「ウエポンズ・左」の呼称でこの技を使用するようになった。
アウチフィンガー
左人指し指に内蔵された銃による射撃。対ネロ戦で使用。
迫撃砲
左腕の側面に対怪物用砲弾を装填し発射する。本来は海獣や海王類に対して使用する。「スリラーバーク編」の対オーズ戦で使用。
風来砲（クー・ド・ヴァン）
両腕に接続したT字状のパイプ（口径70mm）から風の領域を超える速度で高圧の空気を撃ち出す。「ウォーターセブン編」で初使用。威力は消費するコーラの量に応じて調節可能。MAXは1.5。名称の由来は、フランス語の「coup de vent」（空気砲）。
新世界編以降は片腕で掌の孔から発射が可能になっている。
ちょっと風来砲
飛ばされる勢いを殺すための名の通り威力の低い「風来砲」。「エニエス・ロビー編」の対フクロウ戦で使用。
ホシ・シールド
星のタトゥーが描かれた腕を肥大させ、相手の攻撃を防ぐ。「ウォーターセブン編」で初使用。
フランキーBOXING（ボクシング）
ボクシングのように両拳でパンチを連打する。「エニエス・ロビー編」で初使用。
フランキーアイアンBOXING
「フランキーBOXING」の強化版。「ドレスローザ編」で初使用。
フランキーバタフライ
すごい速さのバタフライ。対フクロウ戦で使用。
フランキーラディカルビーム
両腕を合わせた後、両掌の孔からレーザービームを発射する。シーザー曰く、パシフィスタのレーザービームと同様のもの。「魚人島編」の対イカロス戦で初使用。
ラディカルビーム大回転（ジャイアントスラローム）
回転しながら広範囲に「ラディカルビーム」を放つ。劇場版『RED』で使用。
フランキーサウスランドスープレックス
前方から相手の胴を掴み後方へ投げ飛ばす。「ドレスローザ編」で初使用。
フラの介アイアンスープレックス
「フラの介」として上空から落下して繰り出すスープレックス。「ワノ国編」で初使用。

#### 肩・胸
フランキーデストロイ砲
両肩に内蔵されたキャノン砲で攻撃する。連続発射が可能で、相手に対して絶え間ない砲撃を浴びせる。使用時には脱臼するほど肩がせり上がり激痛を伴うため、本人はあまり使いたがらない。対フクロウ戦で初使用。
フランキーは「追跡砲弾だから回避は不可能」と言っているが、ロックオンした敵を自動的に追尾する高性能砲弾を発射するのではなく、実際は「フランキー自身が敵を追跡して撃つ」というもの。しかも命中精度は落ちるらしく、背を見せて逃げる相手に殆ど命中しない。
フランキー大砲（キャノン）
「フランキーデストロイ砲」の強化版（改良版）。「魚人島編」で初使用。

フランキーロケットランチャー
左肩からロケット弾を発射する。「魚人島編」で初使用。
フランキースッポン・ロケット
開いた肩口からウソップと製作した6本のラバーカップを発射し、それを等間隔で壁などに吸着させることで壁をよじ登る。劇場版『GOLD』で使用。

フランキーニップルライト
乳首に仕込んだライトを発光させる。「魚人島編」で初使用。
ニップルライトスペシャル
セニョール・ピンク戦で使用。効果は不明。

### 下半身
風来噴射（クー・ド・ブー）
尻から空気を噴射する、「風来砲」の派生技。「エニエス・ロビー編」で初使用。主に長距離のジャンプ移動に使用される。凄まじい量の屁なので当然臭い。作中初使用の際には事前に尻を大きく膨張させ、自爆と偽ってスパンダムらを恐慌状態に陥れた。
フランキーケンタウロス
「変・体!」の掛け声と共に、両脚を下半身ごと前後に分割した4足歩行形態に変形する。「ウォーターセブン編」で初使用。ただし、前半分しか改造出来なかったため変形するのは前足側だけで、上半身が後足側に位置する「逆ケンタウロス」となる。風体こそ奇妙だが、4本脚で相手を掴み身動きを封じる効果があり、意外と実用性は高い。
フランキータンク
正座することで脛からキャタピラを出して移動する。「パンクハザード編」で初使用。

### その他の技
体内冷蔵庫にはコーラ以外の飲み物もセット出来るが、全身の兵器を作動させるには不充分な模様。別の飲み物をセットすると、性格や髪型がセットした飲み物に応じて変化する（緑茶をセットすると農家風になり、紅茶をセットすると紳士になる）。
フランキー無敵（インビンシブル）
仰向けに寝転がる事で、弱点である生身の後ろ半身を覆い隠す。対ネロ戦で使用。当然自分の身動きが取れなくなる為、かえって隙だらけになってしまう。
新鮮一番!お野菜パンチ
体内冷蔵庫に野菜ジュースをセットした時に使った技。しかし、その威力はコーラ切れの時の鉄拳をも下回る。対フクロウ戦で使用。
ヘビーヌンチャク
鋼鉄ヌンチャクを石柱などに刺し、武器として使用する。対タララン戦で初使用。
フランキー空中散歩（スカイウォーク）
板・釘で空中に即席の階段を造りながら登る。対オーズ戦で使用。ただし、出来た階段は短時間しかもたない。

### フランキー将軍
ソルジャードックシステムの「クロサイFR-U4号」と「ブラキオタンク5号」が合体した巨大ロボで、中にフランキーが乗って操縦する。コクピットは1人乗り。ベガパンクのかつての夢を形状記憶合金「ワポメタル」の導入で実現させたもので、並外れた頑丈さを誇る。見た目はフランキーそっくりで、首付近にはBF38と書かれており、腹には麦わらの一味のマークが描かれている。フランキー将軍を見た男性は年齢問わず目を輝かせるが、逆に女性は揃って無反応というパターンが多い。製造日は1月8日。全長13m。
フラン剣（フランケン）
別名「略奪者の剣」。フランキー将軍の背中に装備された巨大な刀。
将軍足元危険（ジェネラルあしもとデンジャラス）
回転しながら「フラン剣」を振り回し足払いする。対新魚人海賊団戦で使用。この技で相手をジャンプさせて、「フランキー大砲」で狙い撃ちする。
勝利のVフラッシュ
発光する「フラン剣」で相手をV字に斬りつける。対ササキ戦で使用。
将軍おもみ（ジェネラルおもみ）
その巨体で相手を押しつぶす。対新魚人海賊団戦で使用。
将軍の左（ジェネラル・レフト）
左手から弾丸を連続発射する。「パンクハザード編」で初使用。
将軍大丈夫（ジェネラルだいじょうぶ）
激しい攻撃を受けても、大丈夫だとアピールする。対ベビー5&バッファロー戦で使用。
将軍の盾（ジェネラル・シールド）
肩のパーツを腕に装着し、敵の攻撃を防ぐ。ただし、敵の攻撃を受けた後だった上にフランキー将軍の腕よりも小さいため、殆ど効果は無かった。「パンクハザード編」で初使用。
将軍の盾ブーメラン
「将軍の盾」を相手に投げつける。ベビー5曰く「ヤケクソ」。「パンクハザード編」で初使用。
将軍砲（ジェネラル・キャノン）
両腕を合わせ、超強力な空気砲を放つ。本人曰く「陸をゆく出張版『ガオン砲』」。「パンクハザード編」で初使用。
将軍ランチャー（ジェネラルランチャー）
肩のパーツを外し、肩部からミサイルランチャーを発射する。対百獣海賊団戦で使用。
将軍スープレックス（ジェネラルスープレックス）
突っ込んできた相手の胴を掴み後方へ投げ飛ばす。対ササキ戦で使用。

### 連携技
6億B・JACK POT（ろくおくベル・ジャックポット）

パイレーツドッキング6（シックス）
対オーズ戦で使用。ゾロ・ウソップ・サンジ・チョッパー・ロビン・フランキーの身体を合体させて巨大ロボ戦士「ビッグ皇帝（エンペラー）」になる。フランキーが胴体、チョッパーが頭部、ウソップが右腕、ゾロが右足、サンジが左足を担当。ロビンは左腕の担当だったが、「人として恥ずかしい」と言う理由でドッキングを拒否したため未完成に終わった。 
パイレーツドッキング3
アニメオリジナル。対オーズ戦で使用。「パイレーツドッキング6」のウソップ・チョッパー・フランキーの3人版。
空軍（アルメ・ド・レール）ロボシュート
アニメオリジナル。サンジが「パイレーツドッキング3」を蹴り飛ばす。
パイレーツロボアタック
アニメオリジナル。サンジに「空軍ロボシュート」で飛ばしてもらい、相手の頭の上に上ってフランキーが相手を蹴る。
フラッパーゴング

ニー・クラッシュ

スーパーサイズ火の鳥星

鉄人彗星
対オーズ戦で使用。ウソップが巨大パチンコ「クワガタ」でフランキー自身を飛ばす技。

## プロフィール
- 所属：トムズワーカーズ社員→フランキー一家棟梁→麦わらの一味船大工
- 懸賞金：4400万ベリー→9400万ベリー→3億9400万ベリー
- 出身地：南の海
- 年齢：34歳→36歳
- 誕生日：3月9日（「サ」イボー「グ」）[9]
- 身長：225cm（超新星編）[10]→240cm（新世界編）[11]
- 星座：うお座[11]
- 血液型：XF型[12]
- 好きな島と季節：春島の夏[13]
- 入浴頻度：3日に1回[14]
- 就寝・起床時間：午前1時 - 午前9時[15]
- 食事関連
  - 好きな食べ物：ハンバーガー、フライドポテト、コーラに合う物[16]
  - 嫌いな食べ物：マシュマロ（硬くないから）[17]、信頼してない者の作ったカレー[18]
  - 得意料理：バーベキュー[19]
  - 氷：食べない[20]
  - 目玉焼きの好み：両面・しっかり、バター醤油[21]
  - ワノ国の好物：天丼[22]
  - 一味内での酒の強さランキング：4位[23]
- イメージ関連
  - イメージ動物：闘牛[13]
  - イメージナンバー：08[13]
  - イメージカラー：    水色[13]
  - ニオイ（チョッパー談）：コーラのニオイ[13]
  - 家族に例えると：父（チンピラ）[24]→変態ババー[21][注 5]
  - イメージ花：アネモネ[25]
  - イメージ国：アメリカ[26]
  - 都道府県に例えると：長崎県[27]
  - 職業に就いていたとしたら：パイロット[28]
- 人気投票順位：13位（第3回・第4回）→16位（第5回）→20位（第6回）→28位（第7回）[29]

## キャスト
声優
- 矢尾一樹（テレビアニメ版〈233話 - 1111話〉）
- 木村昴（テレビアニメ版〈1123話 - 〉）
- 野田順子（テレビアニメ版・幼少期）

俳優
- 市川猿若（『スーパー歌舞伎II ワンピース』〈2015年・2016年〉）
- 石橋直也（『スーパー歌舞伎II ワンピース』〈2017年・2018年〉）

初代担当声優の矢尾一樹と原作者の尾田栄一郎は矢尾がジャンゴ役で出演してからの友人関係。アニメの初代プロデューサーから尾田に「アニメは長寿番組になるから、声優陣に違う風を吹かせるためにも矢尾一樹が麦わらの一味に入れるようにしてくれ」とオーダーがあり、尾田が矢尾をイメージして作ったキャラがフランキーである。矢尾は尾田からどんなキャラがいいかという要望に対し、魔術師とオカマじゃないキャラならいいと伝えたという。
2024年12月に矢尾が卒業し、声優が変更されることが発表された。矢尾は自身のXにて「俺の理想としてるフランキーとの間に溝が出来てしまった」とコメントしている。「ジャンプフェスタ2025」にて後任に木村昴が起用された事が発表されると同時に矢尾の卒業セレモニーが行われた。木村は2025年4月からフランキー役として出演している。

## その他
作者の尾田によると、最初から仲間になることは決まっていたが読者を混乱させるため、あえてフランキーを嫌いになるように描いたという。
2020年11月21日、2016年に発生した熊本地震からの復興プロジェクトである「麦わらの一味 ヒノ国復興編」の一環として、高森駅前（阿蘇郡高森町）に等身大のフランキーの銅像が設置された。

### 他作品への出演
外部出演ゲーム作品
- モンスターストライク
- パズル&ドラゴンズ
- グランブルーファンタジー